# Hélène Parisot
Hélène Parisot (Saint-Affrique, 17 dicembre 1992) è una velocista francese.

## Biografia
Nasce a Saint-Affrique, in provincia di Aveyron.
Nel suo palmarès può vantare un totale di tre medaglie internazionali: un argento e un bronzo europei e un altro argento nel World Athletics Relays.

## Palmarès
| Anno | Manifestazione  | Sede      | Evento      | Risultato  | Prestazione | Note                                     |
| ---- | --------------- | --------- | ----------- | ---------- | ----------- | ---------------------------------------- |
| 2024 | World Relays    | Nassau    | 4×100 m     | Argento    | 42"75       |                                          |
| 2024 | Europei         | Roma      | 200 m piani | Bronzo     | 22"63       | Miglior prestazione personale            |
| 2024 | Europei         | Roma      | 4×100 m     | Argento    | 42"15       | Miglior prestazione personale stagionale |
| 2024 | Giochi olimpici | Parigi    | 200 m piani | Semifinale | 22"55       | Miglior prestazione personale            |
| 2024 | Giochi olimpici | Parigi    | 4x100 m     | 4ª         | 42"23       |                                          |
| 2025 | World Relays    | Guangzhou | 4×100 m     | Batteria   | 43"29       |                                          |

## Altre competizioni internazionali
2025
- Argento ai Campionati europei a squadre di atletica leggera ( Madrid), 200 m piani - 22"42